# Francesco Cantelli
Francesco Cantelli   (Palerm, 20 de desembre de 1875 - Roma, 21 de juliol de 1966) va ser un matemàtic italià, especialitzat en matemàtica actuarial.

## Vida i obra
Cantelli va estudiar matemàtiques pures a la universitat de Palerm, la seva ciutat natal. El 1899 va obtenir el doctorat amb una tesi sobre mecànica celeste i els anys següents va ser assistent de Filippo Angelitti, que era director del observatori astronòmic de Palerm i el seu tutor de tesi. El 1903 va guanyar un concurs per a ser actuari del Ministeri del Tresor i es va traslladar a Roma per treballar al Institut de Previsió Italià.
El 1922 va obtenir l'habilitació docent en teoria de la probabilitat i l'any següent va ser nomenat professor de matemàtiques financeres a la universitat de Catània. El 1925 es va traslladar a la universitat de Nàpols i el 1931 va tornar a Roma com a professor de la universitat de Roma La Sapienza on va romandre fins a la seva jubilació el 1951.
El 1928 va ser un dels fundadors del Istituto Italiano degli Attuari, del qual va ser secretari general i president, a més d'editor de la seva revista. Va ser escollit membre de l'Accademia Nazionale dei Lincei i va participar en nombroses comissions ministerials de matemàtiques aplicades. Tot i haver exercit notable influència en els cercles administratius i polítics de la Itàlia feixista, no es va comprometre tant com per tenir dificultats després del final de la Segona Guerra Mundial.
Al marge dels seus primers treballs d'astronomia, tota l'obra de Cantelli versa sobre teoria de la probabilitat, en la recerca dels seus fonaments, en la llei dels grans nombres, o en la teoria abstracta. Tot i que no estava interessat en la formalització de la teoria, el seus treballs van impulsar altres autors a cercar les bases axiomàtiques de la probabilitat.
Gràcies a les seves recerques es van poder establir bases sòlides per a l'anàlisi probabilístic i estadístic com el lema de Borel-Cantelli sobre la representativitat de la mostra, el teorema de Glivenko-Cantelli que pot ser considerat el teorema fonamental de la matemàtica estadística o Els seus estudis de convergència dels processos estocàstics.